# 永田駅 (千葉県)
永田駅（ながたえき）は、千葉県大網白里市永田にある、東日本旅客鉄道（JR東日本）外房線の駅である。

## 歴史
- 1959年（昭和34年）3月20日：国鉄の駅として開設[1]。延べ2470名の住民の勤労奉仕にて、埋立工事が行われた。
- 1968年（昭和43年）7月13日：交換設備を新設し、有人駅化[2]。
- 1972年（昭和47年）7月1日：無人駅化[3]。
- 1987年（昭和62年）4月1日：国鉄分割民営化に伴い、東日本旅客鉄道（JR東日本）の駅となる[1]。
- 1996年（平成8年）4月1日：業務委託駅化[4]。
- 2001年（平成13年）11月18日：ICカード「Suica」の利用が可能となる[広報 1]。
- 2010年（平成22年）12月4日：データイムのみ京葉線直通快速列車が停車開始[5]。
- 2023年（令和5年）2月5日：経費削減を理由として、駅構内にあるトイレを閉鎖[6]。
- 2024年（令和6年）10月8日：駅隣接地にトイレを開設[7]。

## 駅構造
相対式ホーム2面2線を有する地上駅。ホームは嵩上げされていない。互いのホームは跨線橋で連絡している。
長い間無人駅であったが、利用者増加を受け1996年（平成8年）4月に、JR東日本ステーションサービス（当時は京葉企画開発）が駅業務を受託する業務委託駅となった。自動券売機、簡易Suica改札機が設置されている。茂原統括センター（大網駅）管理。
上りホームに接して小さな駅舎が建てられている。駅利用者から駅舎橋上化の強い要望がある。
2010年（平成22年）2月10日より外房線PRC型自動放送が導入された。
駅構内には1968年（昭和43年）築の和式トイレがあったが、固定費削減などを理由に2023年（令和5年）2月5日に閉鎖された。その後、大網白里市とJR東日本の協議で、閉鎖されたトイレに隣接する有料駐車場の土地をJR東日本が市に無償譲渡し、その土地に市が鉄道利用客以外も利用できるトイレを整備。2024年（令和6年）10月8日に使用開始となった。

### のりば
| 番線 | 路線    | 方向 | 行先               |
| ---- | ------- | ---- | ------------------ |
| 1    | ■外房線 | 下り | 勝浦・安房鴨川方面 |
| 2    | ■外房線 | 上り | 大網・千葉方面     |

（出典：JR東日本:駅構内図）
- 駅舎側のホームが2番線となっている。ホームは10両編成までに対応する。

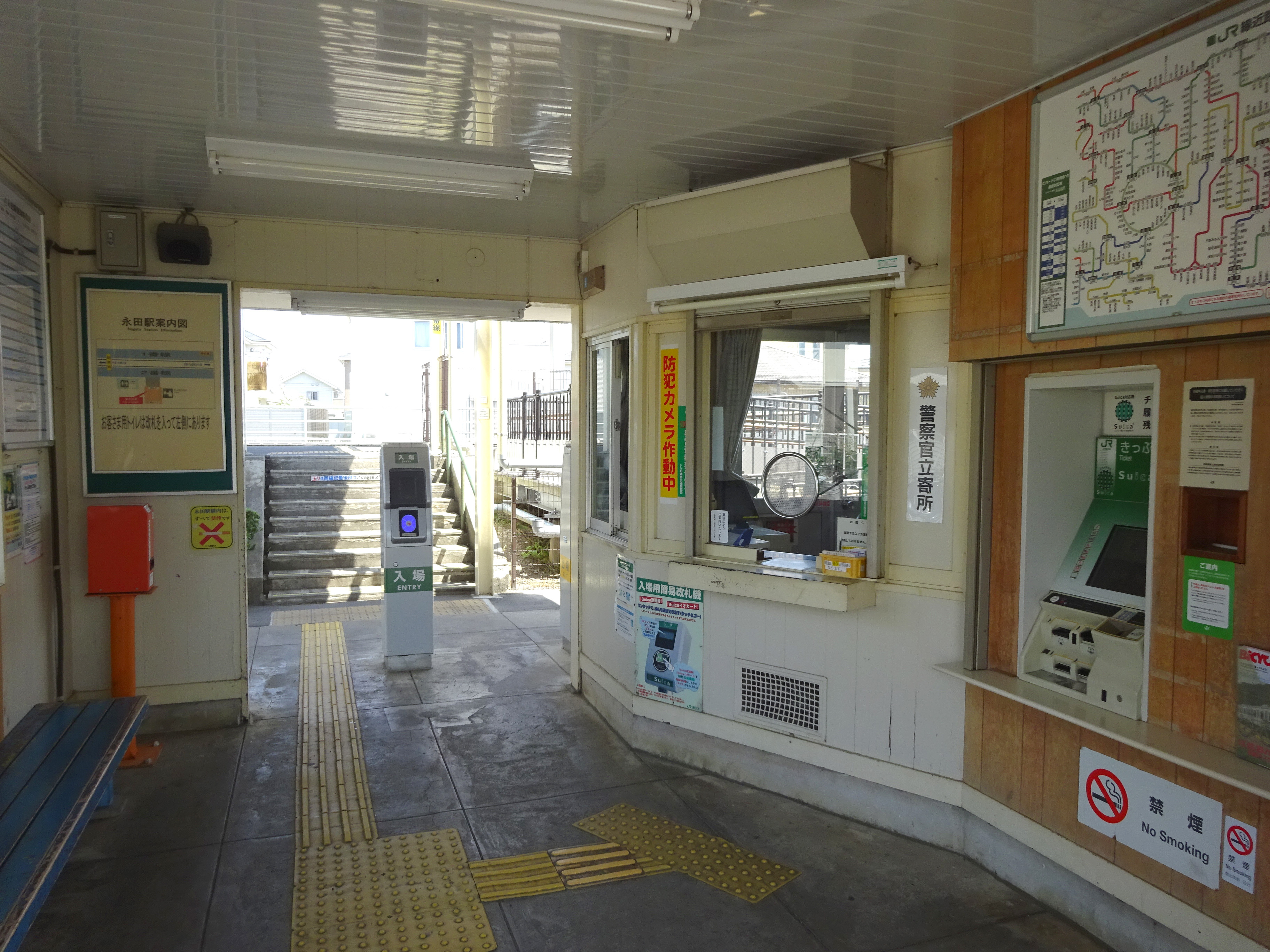
改札口（2018年4月）
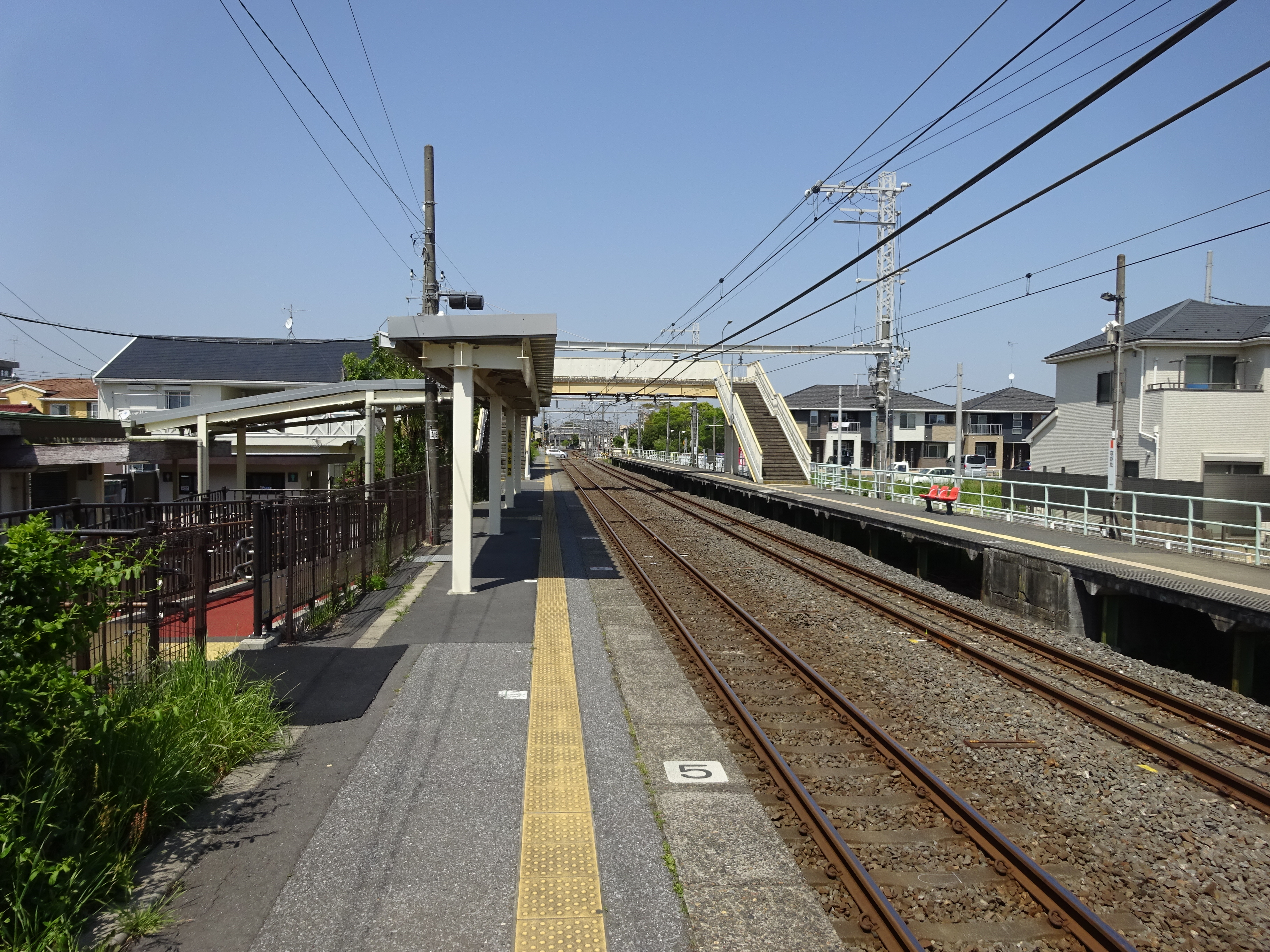
駅ホーム（2018年4月）

## 利用状況
2023年度（令和5年度）の1日平均乗車人員は788人である。
JR東日本および千葉県統計年鑑によると、1990年度（平成2年度）以降の1日平均乗車人員の推移は以下の通り。
| 年度               | 1日平均 乗車人員 | 出典     |
| ------------------ | ---------------- | -------- |
| 1990年（平成02年） | 302              | [ * 1 ]  |
| 1991年（平成03年） | 391              | [ * 2 ]  |
| 1992年（平成04年） | 517              | [ * 3 ]  |
| 1993年（平成05年） | 715              | [ * 4 ]  |
| 1994年（平成06年） | 779              | [ * 5 ]  |
| 1995年（平成07年） | 858              | [ * 6 ]  |
| 1996年（平成08年） | 1,106            | [ * 7 ]  |
| 1997年（平成09年） | 1,107            | [ * 8 ]  |
| 1998年（平成10年） | 1,116            | [ * 9 ]  |
| 1999年（平成11年） | 1,143            | [ * 10 ] |
| 2000年（平成12年） | 1,208            | [ * 11 ] |
| 2001年（平成13年） | 1,268            | [ * 12 ] |
| 2002年（平成14年） | 1,283            | [ * 13 ] |
| 2003年（平成15年） | 1,311            | [ * 14 ] |
| 2004年（平成16年） | 1,323            | [ * 15 ] |
| 2005年（平成17年） | 1,317            | [ * 16 ] |
| 2006年（平成18年） | 1,338            | [ * 17 ] |
| 2007年（平成19年） | 1,361            | [ * 18 ] |
| 2008年（平成20年） | 1,360            | [ * 19 ] |
| 2009年（平成21年） | 1,311            | [ * 20 ] |
| 2010年（平成22年） | 1,302            | [ * 21 ] |
| 2011年（平成23年） | 1,224            | [ * 22 ] |
| 2012年（平成24年） | 1,183            | [ * 23 ] |
| 2013年（平成25年） | 1,163            | [ * 24 ] |
| 2014年（平成26年） | 1,099            | [ * 25 ] |
| 2015年（平成27年） | 1,069            | [ * 26 ] |
| 2016年（平成28年） | 1,049            | [ * 27 ] |
| 2017年（平成29年） | 1,059            | [ * 28 ] |
| 2018年（平成30年） | 1,027            | [ * 29 ] |
| 2019年（令和元年） | 973              | [ * 30 ] |
| 2020年（令和02年） | 755              |          |
| 2021年（令和03年） | 775              |          |
| 2022年（令和04年） | 786              |          |
| 2023年（令和05年） | 788              |          |

## 駅周辺
ロータリーがあるが、駅前ではなく南側少し先に位置する。駅出入口反対側にもロータリーがあるが、駅と接続していない。ながた野、みずほ台（大網駅とほぼ同距離）など住宅街が整備されており、住宅街から離れると田園地帯が広がる。駅東側数メートル先には国道128号が通る。
- 大網白里市立瑞穂小学校
- 大網白里市立瑞穂幼稚園
- あひる保育園
- きょうりゅうのたまご保育園
- トップマート大網店
- ケーヨーデイツー大網永田店
- 業務スーパー本納店
- 大谷池
- 小湊鉄道バス「永田駅入口」停留所　休止中

## 隣の駅
東日本旅客鉄道（JR東日本）
■外房線
■快速（総武線経由）
通過
■快速（京葉線経由）・■普通（各駅停車）
大網駅 - 永田駅 - 本納駅

### 記事本文

##### 広報資料・プレスリリースなど一次資料
1. ↑  “Suicaご利用可能エリアマップ（2001年11月18日当初）” (PDF).   東日本旅客鉄道. 2019年7月27日時点のオリジナルよりアーカイブ。2020年4月30日閲覧。

### 利用状況
1. ↑  千葉県統計年鑑 - 千葉県
2. ↑  データ大網白里 - 大網白里市

JR東日本の2000年度以降の乗車人員
1. 1 2  各駅の乗車人員（2023年度） - JR東日本
2. ↑  各駅の乗車人員（2000年度） - JR東日本
3. ↑  各駅の乗車人員（2001年度） - JR東日本
4. ↑  各駅の乗車人員（2002年度） - JR東日本
5. ↑  各駅の乗車人員（2003年度） - JR東日本
6. ↑  各駅の乗車人員（2004年度） - JR東日本
7. ↑  各駅の乗車人員（2005年度） - JR東日本
8. ↑  各駅の乗車人員（2006年度） - JR東日本
9. ↑  各駅の乗車人員（2007年度） - JR東日本
10. ↑  各駅の乗車人員（2008年度） - JR東日本
11. ↑  各駅の乗車人員（2009年度） - JR東日本
12. ↑  各駅の乗車人員（2010年度） - JR東日本
13. ↑  各駅の乗車人員（2011年度） - JR東日本
14. ↑  各駅の乗車人員（2012年度） - JR東日本
15. ↑  各駅の乗車人員（2013年度） - JR東日本
16. ↑  各駅の乗車人員（2014年度） - JR東日本
17. ↑  各駅の乗車人員（2015年度） - JR東日本
18. ↑  各駅の乗車人員（2016年度） - JR東日本
19. ↑  各駅の乗車人員（2017年度） - JR東日本
20. ↑  各駅の乗車人員（2018年度） - JR東日本
21. ↑  各駅の乗車人員（2019年度） - JR東日本
22. ↑  各駅の乗車人員（2020年度） - JR東日本
23. ↑  各駅の乗車人員（2021年度） - JR東日本
24. ↑  各駅の乗車人員（2022年度） - JR東日本

千葉県統計年鑑
1. ↑  千葉県統計年鑑（平成3年）
2. ↑  千葉県統計年鑑（平成4年）
3. ↑  千葉県統計年鑑（平成5年）
4. ↑  千葉県統計年鑑（平成6年）
5. ↑  千葉県統計年鑑（平成7年）
6. ↑  千葉県統計年鑑（平成8年）
7. ↑  千葉県統計年鑑（平成9年）
8. ↑  千葉県統計年鑑（平成10年）
9. ↑  千葉県統計年鑑（平成11年）
10. ↑  千葉県統計年鑑（平成12年）
11. ↑  千葉県統計年鑑（平成13年）
12. ↑  千葉県統計年鑑（平成14年）
13. ↑  千葉県統計年鑑（平成15年）
14. ↑  千葉県統計年鑑（平成16年）
15. ↑  千葉県統計年鑑（平成17年）
16. ↑  千葉県統計年鑑（平成18年）
17. ↑  千葉県統計年鑑（平成19年）
18. ↑  千葉県統計年鑑（平成20年）
19. ↑  千葉県統計年鑑（平成21年）
20. ↑  千葉県統計年鑑（平成22年）
21. ↑  千葉県統計年鑑（平成23年）
22. ↑  千葉県統計年鑑（平成24年）
23. ↑  千葉県統計年鑑（平成25年）
24. ↑  千葉県統計年鑑（平成26年）
25. ↑  千葉県統計年鑑（平成27年）
26. ↑  千葉県統計年鑑（平成28年）
27. ↑  千葉県統計年鑑（平成29年）
28. ↑  千葉県統計年鑑（平成30年）
29. ↑  千葉県統計年鑑（令和元年）
30. ↑  千葉県統計年鑑（令和2年）